# ジーウォーク
株式会社ジーウォークは、東京都目黒区上目黒にある日本の出版社。

## 概要
桜桃書房出身でヒット出版社の代表も務めた長嶋博文によって2002年に設立。成人向け漫画雑誌を始めとして、一般書籍まで広く扱う。2017年12月、株式会社エヌ・ティー・エスと共同でVR動画コンテンツが楽しめるスマホ向けWebサービス「LOVR（ラヴァー）」をオープンし、VR動画に参入。2018年11月、レコード事業に参入。2019年４月より人気セクシー女優の撮り下ろし写真集を他出版社では類を見ない毎月２作品を新刊同日発行。

## 刊行物

### 書籍
- ペヤング本　 ISBN 9784862975522
- 世界不思議事件プロファイリング ISBN 9784862976253
- フィギュアスケート銀盤のプリンス　2016-2017総集編　ISBN 9784862976529
- 徳川を支えた最強家臣　ISBN 9784862976581
- フィギュアスケート銀盤のプリンス　2016-2017シーズン完結編　ISBN 9784862976734
- 虚構新聞 全国版　 ISBN 9784862976673
- 鉄道で巡る日本の絶景
- タオルDE大開脚
- 西郷隆盛 -波乱に満ちた薩摩の英雄-
- 珍獣ママの“男子”が本当に喜ぶ 全部レンジDEがっつりごはん
- 山口組の慟哭 菱の死闘 ～元直参組織最高幹部の激白～
- 与命 あるヤクザとその家族の軌跡　 ISBN 9784862978370

### ムック
- 豆しば三兄弟 公式ピクチャーブック　ISBN 9784862975461
- K-POP BEST IDOL  （Vol.1～Vol.10）※2018年創詠舎より定期刊行雑誌化
- 王国の漂流　-分裂山口組決着のシナリオ-
- 韓国芸能Scandal（Vol.1、Vol.2）
- 蒸気機関車熱狂時代 最期の爆煙
- 絶望の韓国
- 初めてでも安心 すごくわかる！DVDコピースペシャル（Vol.1～Vol.5）
- 大好き！韓国TVドラマPARADISE
- 韓国芸能Paparazzi（Vol.1～Vol.3）
- 王国の復活 序章 -山口組三國志の消滅-
- K-POP WORLD（Vol.1～Vol.3）
- K-POP FAN（Vol.1～Vol.20）
- メガドライブパーフェクトカタログ[6]
- ゲーム＆ウオッチパーフェクトカタログ[7]
- ゲームボーイパーフェクトカタログ[8]
- アーリーセガパーフェクトカタログ
- PCエンジン＆PC-FXパーフェクトカタログ[9]
- NINTENDO64パーフェクトカタログ[10]
- 80年代AVGガイドブック
- ゲームボーイアドバンスパーフェクトカタログ[11]
- スーパーファミコン パーフェクトカタログ　ISBN 9784862979131
- セガサターンパーフェクトカタログ
- ファミリーコンピュータパーフェクトカタログ
- ゲームキューブパーフェクトカタログ
- PCエンジンミニパーフェクトカタログ
- MSXパーフェクトカタログ
- 美少女脱衣麻雀スーパーガイド アーケード編
- 美少女脱衣麻雀スーパーガイド パソコン＆家庭用ゲーム機編
- X68000パーフェクトカタログ
- プレイステーションパーフェクトカタログ（上巻・下巻）
- アストロシティミニパーフェクトカタログ
- プレイステーション・ポータブルパーフェクトカタログ
- バンダイゲーム機パーフェクトカタログ
- あの頃欲しかったホビーパソコンカタログ
- ドリームキャストパーフェクトカタログ
- プレイステーション2パーフェクトカタログ（上巻・下巻）
- PC-8801パーフェクトカタログ
- 懐かしエロカルチャー大全
- 懐かしの児童書コレクション
- メガドライブミニ/2パーフェクトカタログ[12]
- PC-9801パーフェクトカタログ（上巻一般ゲーム編）
- PC-9801パーフェクトカタログ（下巻　美少女ゲーム編）
- 20世紀アーケード格ゲーカタログ
- 永久保存版　電子ゲーム機スーパーガイド
- 自宅をゲーセンにした男たち
- 懐かしのテレビ野球ゲーム大全

### 漫画
- ムーグコミックス[13] - 成人漫画の専用レーベル
- ムーグコミックス ピーチシリーズ - 青年漫画の専用レーベル
- ムーグコミックス BFシリーズ - BL漫画の専用レーベル
- ムーグコミックス ラブきゅんシリーズ - ティーンズラブ漫画の専用レーベル
- ムーグコミックス LouisSeries - 二次創作漫画の専用レーベル

### 文庫
- 紅文庫 - 官能小説レーベル

### 成人向け雑誌
- 華艶（偶数月27日発売）

### 成人向けコミック雑誌
- COMIC快艶（カイエン）[14][15]

## 過去の刊行物
コミックムーグ
月刊（雑誌コード「13711」）。2005年3月号 - 2009年1月号。ジーウォーク初の漫画雑誌で成人向けコミック誌。後継誌は『コミックプラム』。
MOMOPAN
隔月刊、偶数月5日発売、のち偶数月28日発売。成人向けコミックアンソロジー。「MOMOPAN 01」（2006年2月5日） - 「MOMOPAN 31」（2013年6月28日）。
コミックPLUM（プラム）
月刊、のち隔月刊（雑誌コード「13711」）。Vol.1 （2009年2月号）- Vol.17（2010年10月号）。成人向けコミック誌。後継誌は『PLUM DX』。
PLUM LS
成人向けコミックアンソロジー。Vol.1（2010年1月発売） - Vol.9（2012年10月3日配信）。不定期刊。
PLUM FE
成人向けコミックアンソロジー。Vol.1（2010年3月発売） - Vol.8（2012年8月1日配信）。不定期刊。
PLUM DX
隔月刊（偶数月28日）。電子先行配信の成人向けコミックアンソロジー。Vol.1（2010年10月28日配信） - Vol.15（2013年5月19日配信）。後継誌は『コミックアンソロジーQooPA』。
Vol.13では『プラムFE』と『プラムLS』を統合してリニューアルされたが、以降は不定期刊となる。
配信元は、創刊以来「DMM」および「DLsite」のふたつであったが、Vol.13以降は「デジケット・コム」「ギュッと!」でも取り扱いを開始。ただし、配信元により取り扱い号数にばらつきがあるため、すべての配信元でVol.13からVol.15までを取り扱っているわけではない。
コミックアンソロジーQooPA（くーぱ）
成人向けコミックアンソロジー。書籍版・電子版とも同日発売。2013年9月28日創刊（Vol.1）。
月刊QooPA!
月刊（雑誌コード「03287」）。成人向けコミック誌。
Comic 彩蛇（さいじゃ）
不定期（雑誌コード「03287」）。2015年5月28日創刊。3号で休刊。成人向けコミック誌。
ABUMIX
月刊。電子配信の成人向けコミック誌。DMM独占配信。Vol.001（2013年10月11日配信） - Vol.020（2015年5月8日配信）。
コミックリブート
月刊（Vol.1 - Vol.4は隔月刊。雑誌コード「12524」）。2019年1月29日創刊。編集部新体制の仕切り直しに伴い2022年12月27日発売のVol.42で休刊、後継誌は『COMIC快艶』。成人向けコミック誌。
極限ゲキマニア
隔月刊（雑誌コード「02935」）。Vol.1=2010年12月号 - 2013年10月号。成人向け雑誌。
拷問倶楽部
隔月刊（雑誌コード「13747」）。成人向けSM専門雑誌。Vol.1=12月号（2013年10月26日） - Vol.4=6月号（2014年4月26日）。
ガチハメ!!
隔月刊（雑誌コード「13747」）。2016年12月号 - 2019年8月号。成人向け雑誌。

## 関連会社
- ロングランドジェイ有限会社 - 同住所にあるジーウォークの出版物の発行会社。
- 有限会社トライアングル・フォース - 同住所にあるジーウォークの出版物の発行会社。代表の長嶋博文と関係するヒット出版社、オークラ出版からの出版履歴がある。かつては映像ソフトメーカーだった。
- 株式会社創詠舎 - 同住所にある雑誌「K-POP BEST IDOL」の出版を行う会社